# Polgármesteri hivatal

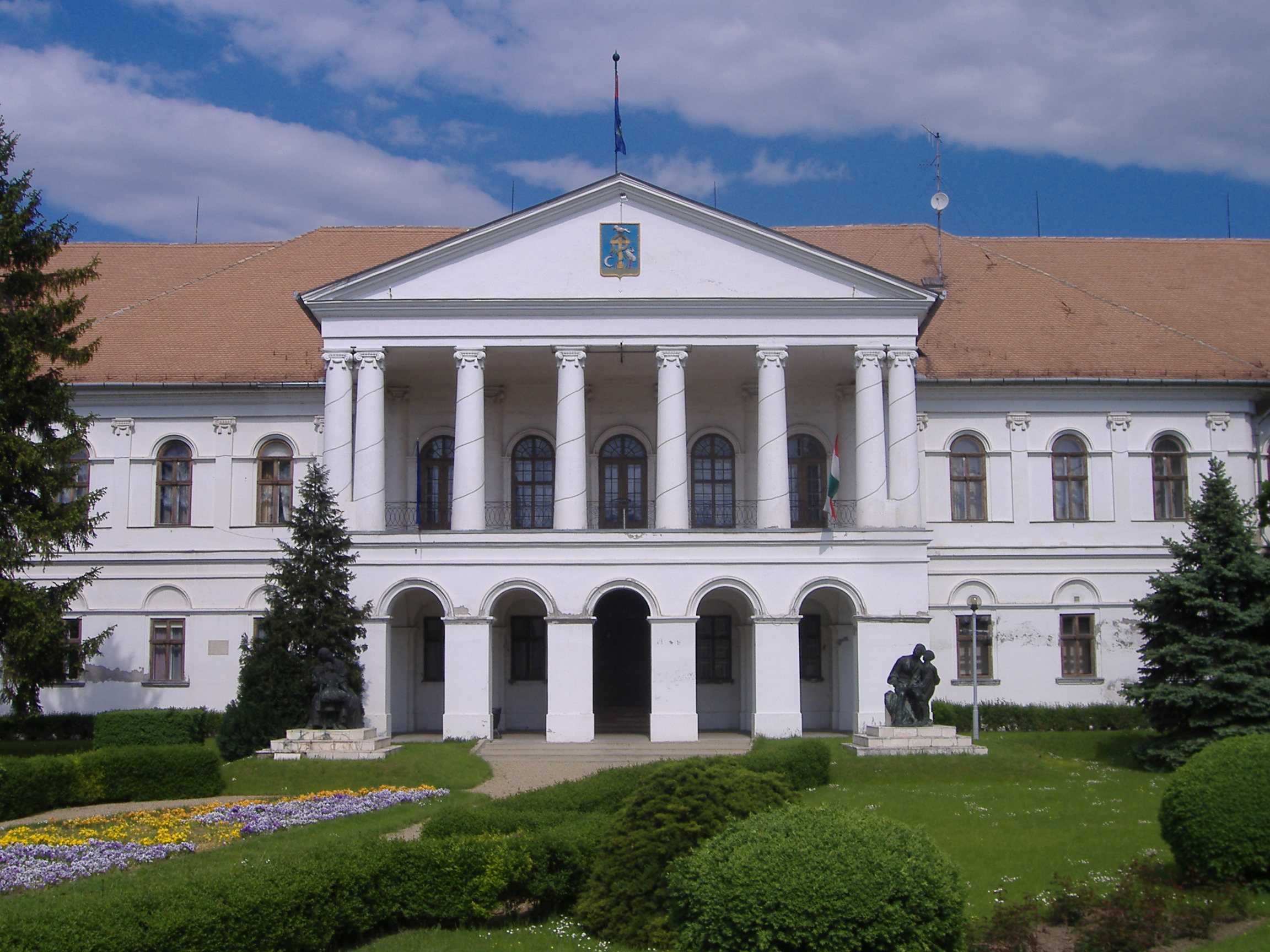
A polgármesteri hivatal Makón

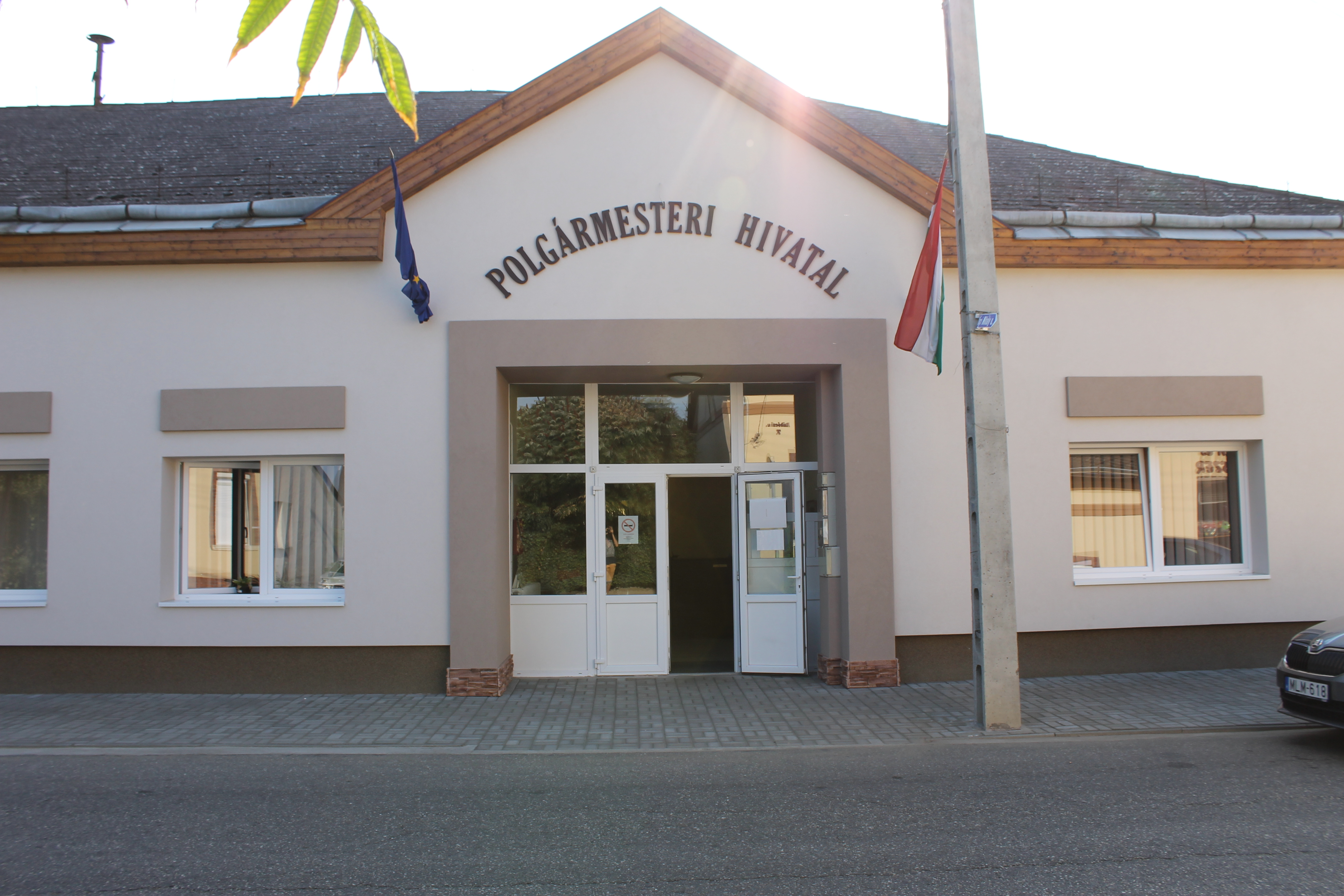
A polgármesteri hivatal Balkányban

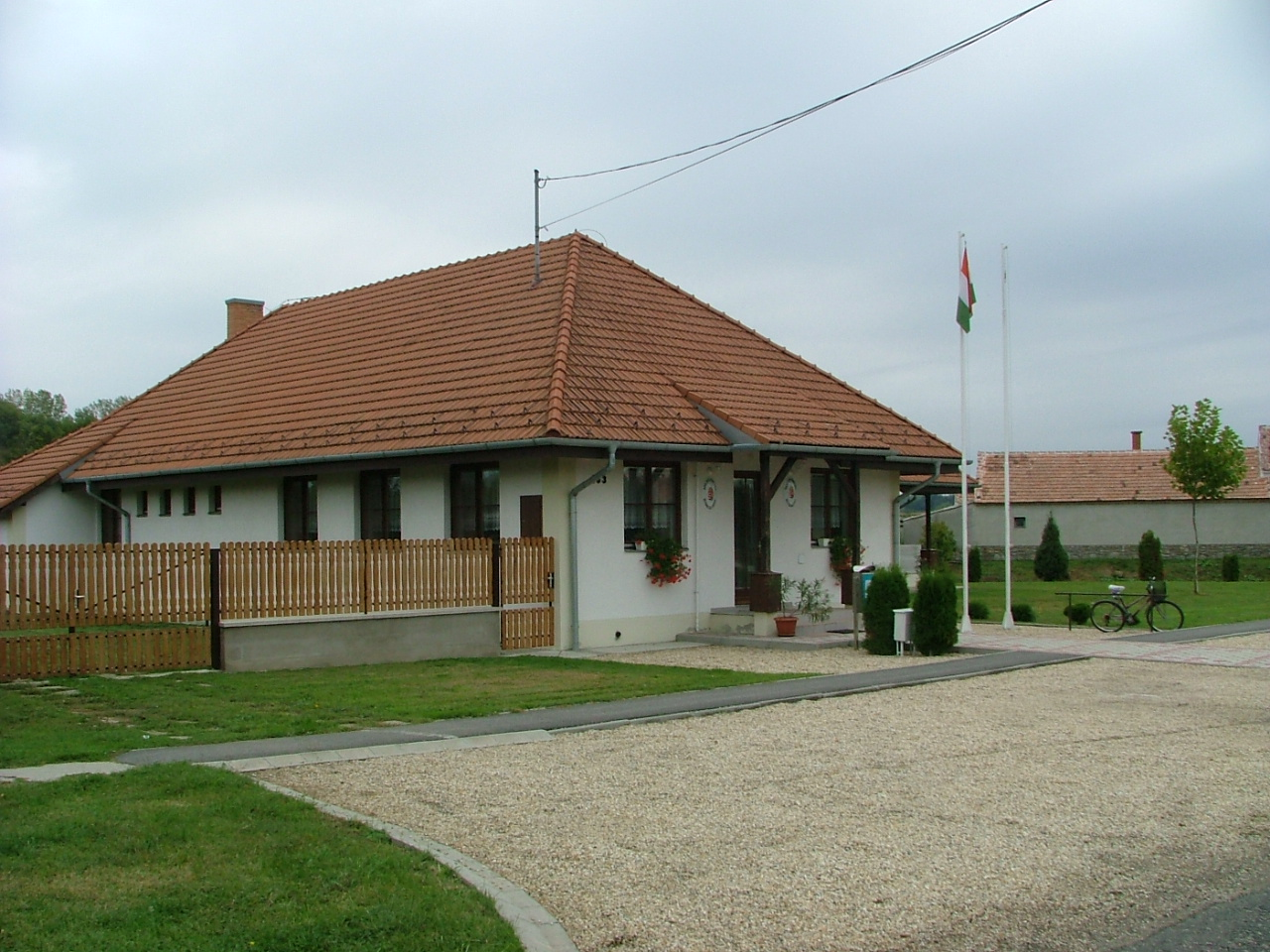
Polgármesteri hivatal Röjtökmuzsaj községben

A polgármesteri hivatal Magyarországon a helyi önkormányzat hivatásos szakapparátusa.
Rendeltetése az önkormányzat működésének segítése, a közigazgatási ügyek döntésre való szakszerű előkészítése és a döntések végrehajtásával kapcsolatos feladatok ellátása.

## Jogállása
- Kifejezetten polgármesteri hivatal elnevezéssel az önálló települési önkormányzat hivatala működik. Ugyanígy a képviselő-testület hivatalának tekintendő azonban – még ha elnevezése értelemszerűen módosul – a megyei közgyűlés hivatala, s úgyszintén a körjegyzőség és a társult képviselő-testület hivatala is. Ez a kör – a polgármesteri hivatallal együtt – adja a képviselő-testület hivatalát, amit gyűjtőfogalomként használ a törvény.
- A helyi önkormányzatiság lényege a törvény által biztosított függetlenség. Ennek egyik jelentős megnyilvánulása a szervezeti keretek önálló kialakításának a lehetősége [Ötv. 1. § (6) a)]. Relatív korlátot pusztán az jelent, hogy az önkormányzatok – a hivatal szakmai közreműködésével – a rájuk háruló feladatok teljesítésére kötelesek, és azért felelősséggel is tartoznak. A felelősség a törvényességi ellenőrzés gyakorlása révén és a közvélemény értékítélete útján érvényesíthető.
- Az Ötv. szerint jogi személynek az önkormányzat minősül [Ötv. 9. § (1)]. Így jogi személyiséggel önállóan sem a képviselő-testület, sem a polgármesteri hivatal nem rendelkezik. Ez az önkormányzatot, mint a választójogosultsággal bíró állampolgárok közösségét illeti meg. A helyi önkormányzatot illetik meg mindazok a jogok és terhelik mindazok a kötelezettségek, amelyek a tulajdonost megilletik, illetőleg terhelik. E jogok gyakorlásáról a képviselő-testület rendelkezik [Ötv. 80. § (1)].

Az Áht. 66. §-a kimondja, hogy a helyi önkormányzat gazdálkodásának végrehajtó szerve a költségvetési szervként működő megyei önkormányzati hivatal, polgármesteri hivatal, körjegyzőség, illetve a társult képviselő-testület hivatala. Ugyanezen törvény a 87. § (1) bekezdése szerint pedig a költségvetési szerv jogi személy. Tekintettel arra, hogy az Ötv. szerint valamennyi tulajdonosi és gazdálkodási jog, illetve az önkormányzati vagyonnal való rendelkezési jog a képviselő-testületet illeti, a hivatal jogi személyiségének terjedelmét gyakorlatilag ezen alapvető korlátozással együtt lehet csak értelmezni, vagyis a polgármesteri hivatal jogi személyisége az önkormányzati gazdálkodás végrehajtása körében állapítható meg, tehát csak a feladatkörében az önkormányzati gazdálkodás végrehajtásának tekintetében jogi személy a polgármesteri hivatal. 
Az önkormányzat tulajdonosi jogait az egyébként perbeli jogképességgel rendelkező polgármesteri hivatal perindítási jogosultság hiányában a bíróság előtt nem érvényesítheti. Fel kell hívni a figyelmet arra, hogy más a helyzet a közigazgatási határozatok bírósági felülvizsgálatánál. A Pp. 327. § (4) bekezdése értelmében a közigazgatási határozatok bírósági felülvizsgálata során félként (alperesként) az a közigazgatási szerv jár el, amely a felülvizsgálatra irányuló határozatot hozta.

## Irányítása és vezetése
A hivatal irányításért a polgármester, a hivatal működésének jogszerűségéért és szakszerűségéért a jegyző a felelős. Ez megköveteli, hogy a jegyző a közigazgatáshoz értő, gyakorlott és a képesítési követelményeknek megfelelő személy legyen.

### A polgármester feladatai
A rendszerváltás óta egyes államigazgatási hatáskörök címzettje a polgármester (ezek általában a védelmi feladatok: honvédelemmel illetőleg polgári védelemmel kapcsolatosak) és a jegyző. Kivételesen ez a hivatal ügyintézőjét is megilleti. (például az anyakönyvvezetőt) A polgármesteri hivatal alapjában végrehajtó szerv. A testületi illetve a tisztségviselői döntéseket készíti elő.

### A jegyző feladatai
A polgármesteri hivatal operatív szakmai vezetője a jegyző.
A jegyző alapvető feladata, hogy a képviselő-testület és a polgármester által meghatározott önkormányzati feladatok teljesítésén kívül megszervezze az állampolgárok államigazgatási ügyeinek szakszerű intézését. E téren feladatot jelent számára a saját hatáskörébe tartozó ügyeknek az intézése, dönt azokban a hatósági ügyekben, amelyeket a polgármester ad át és döntésre előkészíti a polgármester hatáskörébe tartozó államigazgatási ügyeket.

## A polgármesteri hivatal hatásköre
- Ellátja az önkormányzati testületi szervekhez (képviselő-testület, bizottság) kapcsolódó adminisztrációs feladatokat, az önkormányzati képviselők munkájának segítését, a vezetést segítő törzskari funkciókat, valamint a belső munkaszervezési igazgatási teendőket.
- Előkészíti és végrehajtja a testületi szervek önkormányzati döntéseit, a polgármester irányítása és a jegyző operatív vezetése mellett.
- Ellátja a központi állami szervek megbízásából az önkormányzat számára hatáskört megállapító jogszabályok végrehajtásaként az államigazgatási feladatokat, vagyis előkészíti döntésre az államigazgatási ügyeket és gondoskodik e döntések végrehajtásának megszervezéséről.

## Feladatai

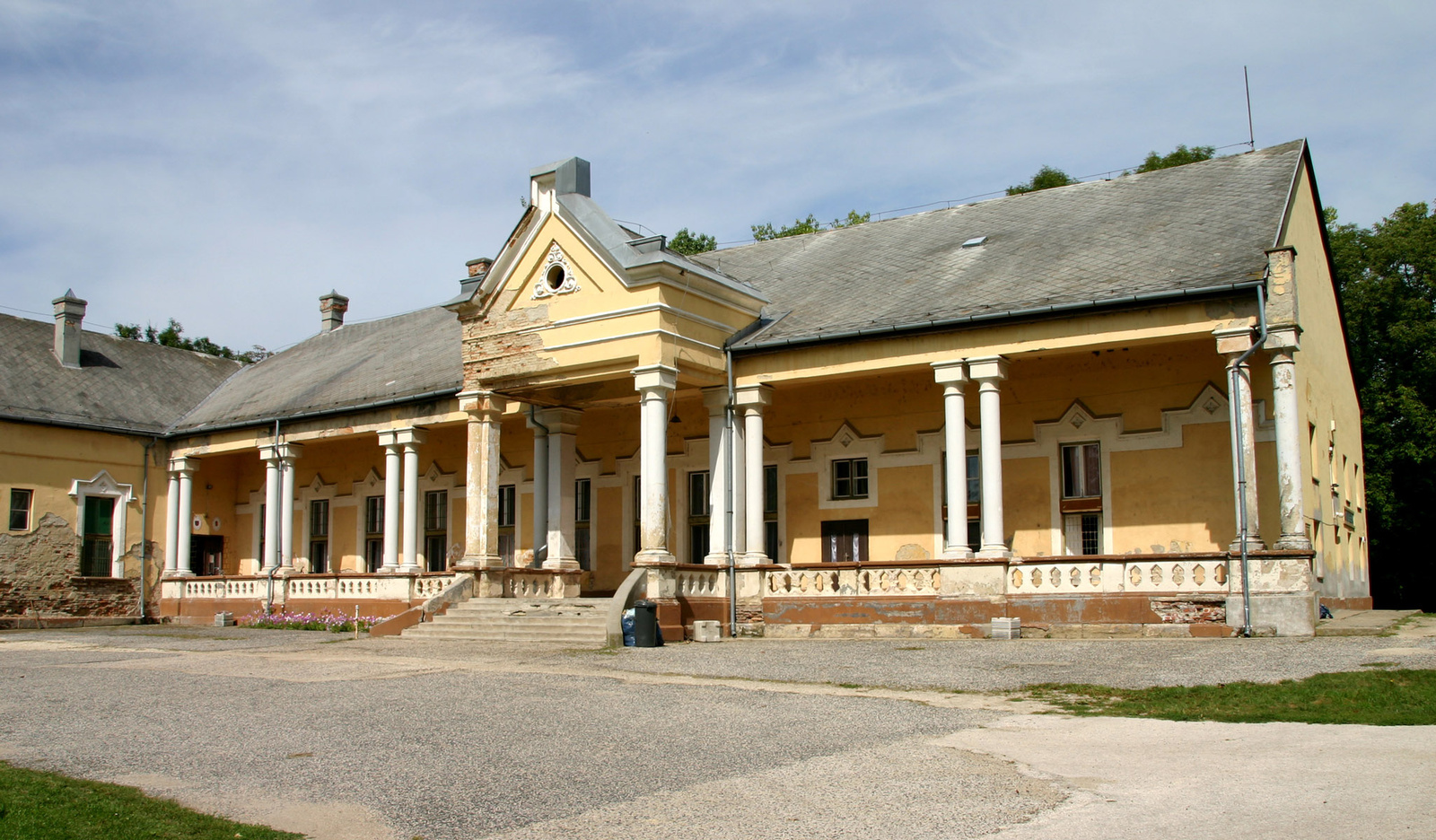
A zichyújfalui polgármesteri hivatal épülete, a Zichy család egykori kastélya. 1900 körül épült eklektikus stílusban, építtetője Zichy János.

A polgármesteri hivatal tevékenységének két nagyobb csoportja: 
- önkormányzati és az
- államigazgatási ügyek.

A polgármesteri hivatal  szakmai vezetője a jegyző. Vele a jegyző szócikk foglalkozik. A rendszerváltás óta az államigazgatási hatáskörök címzettje a polgármester (ezek általában a védelmi feladatok: honvédelemmel illetőleg polgári védelemmel kapcsolatosak) és a jegyző. Kivételesen ez a hivatal ügyintézőjét is megilleti. (például az anyakönyvvezetőt)

A polgármesteri hivatal alapjában végrehajtó szerv. A testületi  illetve a tisztségviselői döntéseket készíti elő. A hivatal irányításért a polgármester, a hivatal működésének jogszerűségéért és szakszerűségéért a jegyző a felelős. Ez megköveteli, hogy a jegyző a közigazgatáshoz értő, gyakorlott és a képesítési követelményeknek megfelelő személy legyen.
Az államigazgatási (vagy másképp a hatósági) ügyeknél a hatáskör címzettje nagy általánosságban a jegyző. Ezért az ügyek előkészítésének feladatait, illetve annak végrehajtását ó szervezi meg. Neki kötelessége az ügyek sorsának végigkísérése. Szükség esetén jogi értelmezést nyújtson a hivatal dolgozóinak az ügyek megoldásában. Fontos feladata a hivatali munka szervezettségének biztosítása, s hogy a munkavégzéshez szükséges feltételek rendelkezésre álljanak. A lehetőségeken belül meg kell határoznia a hivatal optimális elhelyezését, az egymáshoz kapcsolódó munkakörök kialakítását, a gyors, és egyszerű ügyintézés lehetőségeinek biztosítását.

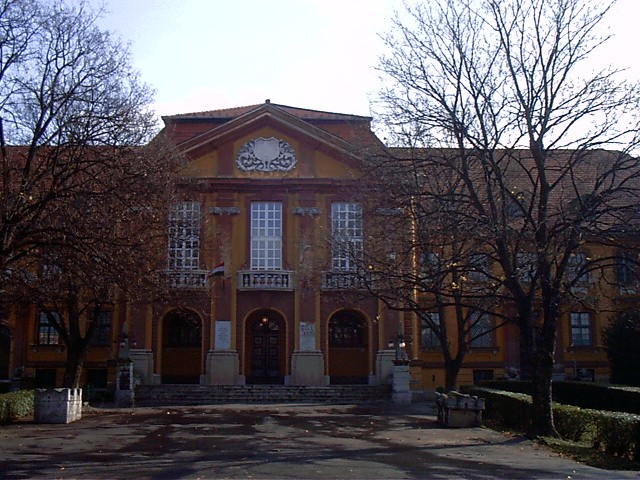
A komáromi polgármesteri hivatal épülete

E tevékenységeken túl szerepe van a munka tartalmi megszervezésében is. Az ügyiratkezelés szabályainak kialakítása valamint az észszerű munkamegosztással biztosítsa a dolgozók egyenletes leterheltségét és a szakszerű ügyintézést. Az ügyintézés korszerűsítése, az új ügymenetmodellek bevezetése, a korszerű irodatechnikai eszközök beszerzése szintén a jegyző teendői közé tartozik. A jegyző államigazgatási feladatainak ellátásában a hivatal közreműködő. A hivatali dolgozók szerepe itt az előkészítés, illetve a döntés azokban az esetekben ahol az ügyintéző aláírási joggal rendelkezik. Azonban ezekben az esetekben is a hatáskör gyakorlója a jegyző.
Az államigazgatási ügyek végzése, olyan közhatalommal végzett tevékenységet takar, amikor a hatáskörbe és illetékességi körbe tartozó egyedi ügyekben a jogszabályok alapján kell dönteni, jogokat és kötelezettségeket kell megállapítani. Illetve eldöntik a jogalanyok közötti jogvitákat, érvényesítik a jogalanyok jogait és kötelességeit, jogszabálysértések esetén az elkövetőkkel szemben szankciókat állapítanak meg, Mindezen jogalkalmazói aktusokban azaz eljárásokban állami kényszerrel szerezhetnek érvényt. A hatósági jogalkalmazással összefüggő anyagi jogi szabályozás jelentős tudományos és társadalompolitikai kérdés.
A jogi szabályozás nem minden társadalmi probléma megoldására alkalmas. Így a hatósági jogalkalmazás önmagában nem oldja meg a társadalom életében jelenlévő konfliktusokat. Ez csak egyik eszköze lehet az állami befolyásolásnak. A hatósági aktusoknak három fő csoportját különböztetjük meg:
- Az első csoport az államigazgatási szervek hatósági határozatait és intézkedéseit tartalmazza.
- Azok a hatósági cselekmények amelyeket egy már létrejött eljárási vagy anyagi jogviszony alapján végeznek a közigazgatási szervek. Két csoportja a következő: az elsőbe tartoznak azok, melyek célja az aktus előkészítése, de ezekben az államigazgatási szerv  nem hoz döntéseket. Ilyenek a végrehajtási cselekmények. A másik csoportja amikor a hatósági szerv más anyagi jog alapján felügyeletet gyakorol a jogalanyok tevékenysége felett, azaz a jogalanyok tevékenységének ellenőrzése. Például ilyen tisztiorvosi szolgálat munkája is.

• A közigazgatási szervek munkájuk során szaktevékenységeket is végeznek. Az építési hatóságok szakmai munkájuk alkalmazása során hatósági cselekményeket folytatnak le.

## Külső hivatkozások
- a települési önkormányzatok feladatai Archiválva 2019. december 24-i dátummal a Wayback Machine-ben (Magyarország.hu)
- a polgármesteri hivatalok jegyzéke Archiválva 2013. augusztus 29-i dátummal a Wayback Machine-ben (cégexpó.hu)